# Günther Lengauer
Günther Lengauer (* 23. Juli 1969 in Grieskirchen) ist ein österreichischer Politiker (ÖVP). Er ist seit dem 23. Oktober 2021 Abgeordneter zum oberösterreichischen Landtag.

## Leben und Wirken
Günther Lengauer besuchte die Volksschule in Andrichsfurt und das Gymnasium in Ried im Innkreis. Danach studierte er an der Universität für Bodenkultur in Wien und dann Rechtswissenschaften an der Universität Wien. Nach dem Gerichtspraktikum am Bezirks- und Landesgericht Ried im Innkreis war er parlamentarischer Mitarbeiter des ÖVP-Clubs Wien und anschließend Bezirksgeschäftsführer der ÖVP Ried im Innkreis, bevor er 2010 Geschäftsführer des Bildungshauses Sankt Magdalena in Linz wurde.
Er ist verheiratet und hat zwei Kinder.

## Politik
Seine politische Laufbahn begann er 2001 als Mitglied des Ortsparteivorstandes der ÖVP Utzenaich. Im Jahr 2003 wurde er Gemeinderat in Utzenaich, später Mitglied des Gemeindevorstandes, 2009 Vizebürgermeister und 2020 Bürgermeister dieser Gemeinde. Ein Jahr später wurde er Abgeordneter zum Landtag von Oberösterreich.